# José Galindo Vidiella
José Galindo Vidiella (Calaceite, 1820 - 1879) fue un militar y político carlista que presidió la Diputación del Reino de Aragón durante la tercera guerra carlista.

## Carrera política y militar

### Primera guerra carlista. 1833-1840
Al inicio de la primera guerra carlista, Vidiella tenía 13 años y sirvió en ella llegando a ser secretario del primer jefe del Batallón 1.º de Mora de Ebro (1838) dentro de la 2.ª Brigada de Tortosa, con 18 años. Dicho batallón luchó en la batalla de Maella (Zaragoza) (1838) a las órdenes del general Cabrera.

### Intentona carlista de San Carlos de la Rápita, 1860
En 1860, se produjo el desembarco carlista de San Carlos de la Rápita, durante el cual fue el comandante militar de los distritos de Valderrobres (Teruel) y Gandesa (Tarragona).

### Revolución de 1868, La Septembrina.
Durante la Revolución de 1868, La Septembrina es nombrado presidente de la junta Carlista de Valderrobres (Teruel) y también elegido diputado provincial por Teruel.

### Tercera guerra carlista 1872-1876, Presidente de la Diputación del Reino de Aragón
Participó en el alzamiento carlista junto a Marco de Bello, en la tercera guerra carlista 1872-1876, ejército carlista de Aragón.
En 1874, fue nombrado jefe superior de la administración carlista. Un año más tarde, Carlos VII, pretendiente carlista, restauró los fueros aragoneses, siendo entonces elegido presidente de la Diputación del Reino de Aragón, con sede en Cantavieja (Teruel) hasta el fin de la guerra en 1876. Esta restauración de la Diputación del Reino de Aragón no llegó a durar 2 años y solamente en la zona controlada por el ejército carlista.

## Familia e hijos
Su hijo Mariano Galindo García (Calaceite, 1873 – Tortosa, 1917) fue abogado e historiador.